# Plamenka
Plamenka (baklja-ljiljan, tritoma; lat. Kniphofia), rod trajnice iz porodice čepljezovki. Oko 70 vrsta rašireno je uglasvnom po Africi i Madagaskaru
Rod je opisan 1794.

## Vrste
1. Kniphofia acraea Codd
2. Kniphofia albescens Codd
3. Kniphofia albomontana Baijnath
4. Kniphofia angustifolia (Baker) Codd
5. Kniphofia ankaratrensis Baker
6. Kniphofia baurii Baker
7. Kniphofia benguellensis Welw. ex Baker
8. Kniphofia bequaertii De Wild.
9. Kniphofia brachystachya (Zahlbr.) Codd
10. Kniphofia breviflora Harv. ex Baker
11. Kniphofia bruceae (Codd) Codd
12. Kniphofia buchananii Baker
13. Kniphofia caulescens Baker
14. Kniphofia citrina Baker
15. Kniphofia coddiana Cufod.
16. Kniphofia coralligemma E.A.Bruce
17. Kniphofia crassifolia Baker
18. Kniphofia drepanophylla Baker
19. Kniphofia dubia De Wild.
20. Kniphofia ensifolia Baker
21. Kniphofia × erythraeae Fiori
22. Kniphofia evansii Baker
23. Kniphofia fibrosa Baker
24. Kniphofia flammula Codd
25. Kniphofia fluviatilis Codd
26. Kniphofia foliosa Hochst.; velelisna plamenka
27. Kniphofia galpinii Baker
28. Kniphofia goetzei Engl.
29. Kniphofia gracilis Harv. ex Baker
30. Kniphofia grantii Baker
31. Kniphofia hildebrandtii Cufod.
32. Kniphofia hirsuta Codd
33. Kniphofia ichopensis Schinz
34. Kniphofia insignis Rendle
35. Kniphofia isoetifolia Hochst.
36. Kniphofia latifolia Codd
37. Kniphofia laxiflora Kunth
38. Kniphofia leucocephala Baijnath
39. Kniphofia linearifolia Baker
40. Kniphofia littoralis Codd
41. Kniphofia marungensis Lisowski & Wiland
42. Kniphofia mulanjeana S.Blackmore
43. Kniphofia multiflora J.M.Wood & M.S.Evans
44. Kniphofia nana Marais
45. Kniphofia northiae Baker
46. Kniphofia nubigena Mildbr.
47. Kniphofia pallidiflora Baker
48. Kniphofia paludosa Engl.
49. Kniphofia parviflora Kunth
50. Kniphofia pauciflora Baker
51. Kniphofia porphyrantha Baker
52. Kniphofia × praecox Baker
53. Kniphofia princeae (A.Berger) Marais
54. Kniphofia pumila (Aiton) Kunth
55. Kniphofia reflexa Hutch. ex Codd
56. Kniphofia reynoldsii Codd
57. Kniphofia rigidifolia E.A.Bruce
58. Kniphofia ritualis Codd
59. Kniphofia rooperi (T.Moore) Lem.
60. Kniphofia sarmentosa (Andrews) Kunth
61. Kniphofia schimperi Baker
62. Kniphofia splendida E.A.Bruce
63. Kniphofia stricta Codd
64. Kniphofia sumarae Deflers
65. Kniphofia tabularis Marloth
66. Kniphofia thodei Baker
67. Kniphofia thomsonii Baker
68. Kniphofia triangularis Kunth
69. Kniphofia typhoides Codd
70. Kniphofia tysonii Baker
71. Kniphofia umbrina Codd
72. Kniphofia uvaria (L.) Oken;  grozdasta plamenka

## Sinonimi
- Notosceptrum Benth.
- Rudolpho-roemeria Steud. ex Hochst.
- Triclissa Salisb.
- Triocles Salisb.
- Tritoma Ker Gawl.
- Tritomanthe Link
- Tritomium Link